# Саарландський університет
Саарландський університет (нім. Universität des Saarlandes, UdS) — німецький університет, розташований у місті Саарбрюкен (Саарланд).

## Історія
Університет заснувала 1948 року французька влада в місті Гомбург (Саарланд), оскільки до референдуму 1957 року Саарланд не входив до Німеччини. Спершу університет був філією Університету Нансі. Зараз кампус університету розміщений у місті Саарбрюкен у колишніх військових казармах. Деякі корпуси залишилися в Гомбурзі. Тут навчаються 15 000 студентів, 17 % з яких є іноземцями. В університеті існують спеціальні відділення, де можна одержати французький диплом юриста або філолога..

## Структура
Університет має 8 факультетів:
- Юридично-економічний / Rechts- und Wirtschaftswissenschaftliche Fakultät
- Медичний / Medizinische Fakultät: biomedizinischer Schwerpunkt (спеціалізація: біометрія)
- Три Філософські факультети / Philosophische Fakultät I—III
- Три природничо-технічні факультети / Naturwissenschaftlich-Technische Fakultät I—III